# Budaun
Budaun (alternativt Badaun) är en stad vid floden Ganges i den indiska delstaten Uttar Pradesh. Staden grundades under namnet Boda Mayota på 1000-talet. Budaun är den administrativa huvudorten för ett distrikt med samma namn och hade 159 285 invånare vid folkräkningen 2011.
Bland stadens byggnader märks en ståtlig moské från 1200-talet.